# Прямокутник
Прямоку́тник (також прямокутній рівнобіжник, простокутник:Стор.406) — це плоска геометрична фігура, чотирикутник, усі кути якого прямі:Стор.369, 
Також існують інші означення. Прямокутник — це:

‒ чотирикутник, у якого протилежні сторони рівні і всі чотири кути однакові;
 ‒ паралелограм, у якого всі кути прямі;:Стор.369, :Стор.406
 ‒ паралелограм, який має принаймні один прямий кут (а отже, всі кути прямі).
Прямокутник, в якого всі чотири сторони мають однакову довжину, називають квадратом.
Прямокутник є окремим випадком паралелограма.
Довшу сторону прямокутника називають довжиною прямокутника, а коротшу — шириною прямокутника.
Відрізок, що сполучає несусідні (протилежні) вершини називається діагоналлю прямокутника.
Прямокутник можна позначити символом Шлефлі як {\displaystyle \{\,\,\}\times \{\,\,\}}. Це означає, що прямокутник є результатом декартового добутку двох лінійних відрізків.
Аналогом прямокутника у тривимірному просторі є прямокутний паралелепіпед, а у n-вимірному просторі — ортотоп (або n-гіперпрямокутник).
Схрещеним прямокутником є прямокутник, який перетинає сам себе, дві протилежні сторони якого збігаються із його двома діагоналями. Він є особливим випадком антипаралелограма, а його кути не є прямими.

## Класифікація

### Традиційна ієрархія

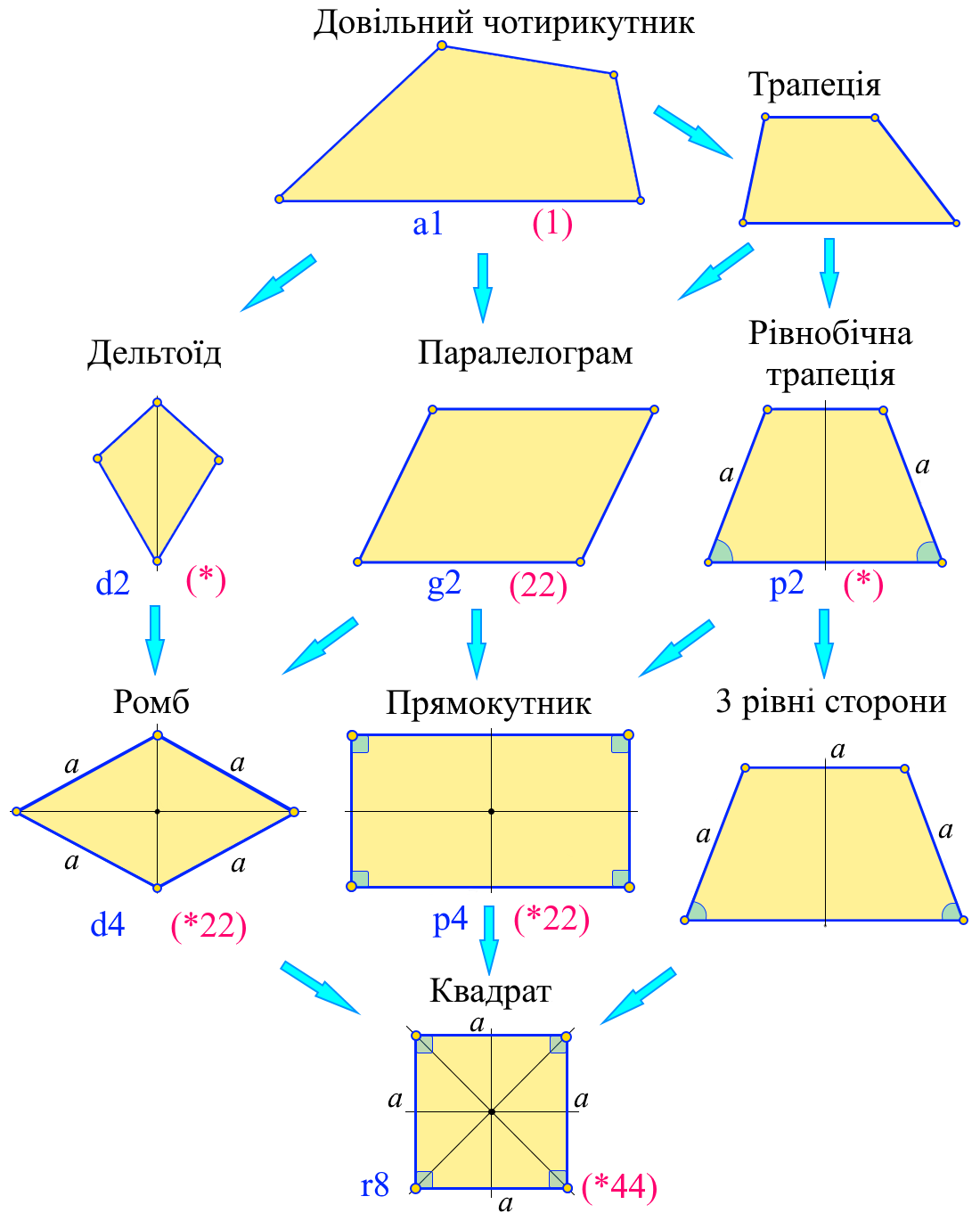
Прямокутник в ієрархії чотирикутників.

Прямокутник є особливим випадком паралелограма, в якому кожна пара прилеглих сторін перпендикулярні.
Паралелограм є особливим різновидом трапеції в якого обидві пари протилежних сторін паралельні і мають однакову довжину.
Трапеція в свою чергу, це опуклий чотирикутник, який має принаймні одну пару паралельних протилежних сторін.
Опуклий чотирикутник може бути
- Простим: Сторони не перетинаються.
- Зіркоподібним: Всі точки чотирикутника видно з точки в середині, без перетину жодної сторони.

### Альтернативна ієрархія
Альтернативним чином прямокутник можна визначити, як такий чотирикутник, що має осі симетрії, через кожну пару протилежних сторін. Це визначення стосується як прямокутників із прямими кутами, так і схрещених прямокутників.

## Ознаки прямокутника
Опуклий чотирикутник буде вважатися прямокутником тоді й лише тоді коли виконується принаймні одне із наступних тверджень: :Стор.406
- Якщо в чотирикутнику всі кути рівні, то він є прямокутником;
- Якщо в чотирикутнику є три прямі кути, то він є прямокутником;
- Якщо в паралелограмі є прямий кут, то він є прямокутником;
- Якщо в паралелограмі діагоналі мають однакову довжину, то він є прямокутником;
- Якщо в паралелограмі ABCD трикутники ABD і DCA є конгруентними, то він є прямокутником.

## Властивості
Основні властивості прямокутника:
- Оскільки прямокутник є окремим випадком паралелограма, то він має всі властивості паралелограма. [4]:Стор.406 Зокрема, протилежні сторони рівні та паралельні; протилежні кути рівні.
- Діагоналі прямокутника рівні.
- Діагоналі прямокутника перетинаються і точкою перетину діляться навпіл.
- Кожна діагональ прямокутника ділить його на два рівні трикутники.
- Висоти прямокутника є одночасно і його сторонами.
- Навколо будь-якого прямокутника можна описати коло; його центр лежить в точці перететину діагоналей, а діагональ прямокутника дорівнює діаметру даного кола.
- У прямокутник можна вписати коло, тільки якщо він — квадрат.
- Квадрат діагоналі прямокутника дорівнює сумі квадратів двох його не протилежних сторін.
- Групою симетрії прямокутника (так само як і ромба), який не є квадратом, є 4-група Кляйна K4 
Прямокутник має дві осі симетрії, що проходять через середини протилежних сторін; Ці прямі є осями дзеркальної симетрії 2-го порядку та обертової симетрії 2-го порядку (поворот на кут 180°). Має центр симетрії — знаходиться в точці перетину діагоналей (в ньому перетинаються осі симетрії).
- Його двоїстим багатокутником[en] є ромб, отже, середини сторін прямокутника є вершинами ромба. 
 Порівняльна таблиця властивостей двоїстих прямокутника та ромба[10]

| Прямокутник                                                         | Ромб                                                         |
| ------------------------------------------------------------------- | ------------------------------------------------------------ |
| Всі кути рівні.                                                     | Всі сторони рівні.                                           |
| Протилежні сторони рівні.                                           | Протилежні кути рівні.                                       |
| Центр рівновіддалений від вершин, отже прямокутник має описане коло | Центр рівновіддалений від сторін, отже ромб має вписане коло |
| Дві осі симетрії ділять навпіл протилежні сторони.                  | Дві осі симетрії ділять навпіл протилежні кути.              |
| Діагоналі мають однакову довжину.                                   | Діагоналі перетинаються під прямим кутом                     |

- Прямокутниками можна замостити площину без проміжків та накладень.

## Формули

Формула для визначення периметра прямокутника

Нехай прямокутник АВСВ має довжину {\displaystyle \ell } і ширину {\displaystyle w}. Тоді:
- Площа прямокутника: {\displaystyle S=\ell \cdot w\,},

Також площу можна визначити за формулою: {\displaystyle S={\frac {d^{2}}{2}}\cdot \sin {\varphi }\,},
де {\displaystyle \varphi } — гострий кут між діагоналями прямокутника.
- Периметр прямокутника: {\displaystyle P=2\ell +2w=2(\ell +w)\,};
- Довжина кожної діагоналі дорівнюватиме {\displaystyle d={\sqrt {\ell ^{2}+w^{2}}}},
- Радіус описаного кола: {\displaystyle R={\frac {d}{2}}={\frac {1}{2}}\cdot {\sqrt {\ell ^{2}+w^{2}}}};
- якщо {\displaystyle \ell =w\,}, прямокутник є квадратом.

Деякі механічні характеристики плоского перерізу прямокутної форми: {\displaystyle \ell } — довжина основи прямокутника, h — висота прямокутника.
| Момент інерції {\displaystyle J_{x}} відносно осі x                                 | {\displaystyle {\frac {\ell \cdot h^{3}}{12}}} | {\displaystyle {\frac {\ell \cdot h^{3}}{3}}}                                                 |  |
| Момент інерції {\displaystyle J_{y}} відносно осі y                                 | {\displaystyle {\frac {\ell ^{3}\cdot h}{12}}} | {\displaystyle {\frac {\ell ^{3}\cdot h}{3}}}                                                 |  |
| Відцентровий момент інерції {\displaystyle J_{xy}}                                  | {\displaystyle 0} | {\displaystyle -{\frac {\ell ^{2}\cdot h^{2}}{4}}}                                            |  |
| Полярний момент інерції {\displaystyle J_{p}} (відносно полюса O)                   | {\displaystyle {\frac {\ell \cdot h\cdot (\ell ^{2}+h^{2})}{12}}}                                                                                         | {\displaystyle {\frac {\ell \cdot h\cdot (\ell ^{2}+h^{2})}{3}}}                              |  |
| Радіуси інерції                                                                     | {\displaystyle i_{x}={\sqrt {\frac {J_{x}}{A}}}={\frac {h}{2{\sqrt {3}}}}} {\displaystyle i_{y}={\sqrt {\frac {J_{y}}{A}}}={\frac {\ell }{2{\sqrt {3}}}}} | {\displaystyle i_{x}={\frac {h}{\sqrt {3}}}} {\displaystyle i_{y}={\frac {\ell }{\sqrt {3}}}} |  |
| Осьовий момент опору (при згині) {\displaystyle W_{x}} (Вісь x є нейтральною віссю) | {\displaystyle {\frac {\ell \cdot h^{2}}{6}}} |                                                                                               |  |

Момент інерції матеріальної пластини прямокутної форми шириною {\displaystyle w} та висотою h з масою m (вісь обертання проходить через центр прямокутника перпендикулярно до його площини): {\displaystyle I_{c}={\frac {h^{2}+w^{2}}{12}}\cdot m\,\!}  
Момент інерції матеріальної пластини прямокутної форми шириною {\displaystyle w} та висотою h з масою m (вісь обертання проходить через середину сторони прямокутника перпендикулярно до його площини): {\displaystyle I_{c}={\frac {4h^{2}+w^{2}}{12}}\cdot m\,\!}

## Теореми
Ізопериметрична нерівність для прямокутників доводить, що серед усіх прямокутників із заданим периметром, квадрат матиме найбільшу площу.
Лінії проведені через середні точки сторін будь-якого чотирикутника із перпендикулярними діагоналями утворюють прямокутник.
Паралелограм із рівними за довжиною діагоналями є прямокутником.
Японська теорема про вписаний в коло чотирикутник говорить, що центри вписаних кіл чотирьох трикутників, які задані вписаним у інше коло чотирикутником утворюють прямокутник.
Теорема про Британський прапор стверджує, що якщо вершини прямокутника позначені як A, B, C, і D, для будь-якої точки P в тій самій площині в середині прямокутника буде виконуватися рівність:
{\displaystyle \displaystyle (AP)^{2}+(CP)^{2}=(BP)^{2}+(DP)^{2}.}

## Схрещені прямокутники
Схрещений прямокутник (такий, що перетинає сам себе) складається із двох протилежних сторін звичайного прямокутника і двох діагоналей. Схрещений прямокутник, так само, є різновидом схрещеного чотирикутника. Він має той самий порядок вершин. Він представлений двома ідентичними трикутниками із спільною вершиною, але геометричний перетин не розглядається як вершина.
Схрещений чотирикутник іноді асоціюють із краваткою-метеликом або формою метелика. Тривимірну прямокутну каркасну конструкцію із дроту можна скрутити таким чином, що вона прийме форму метелика. Схрещений прямокутник іноді називають «кутовою вісімкою».
Внутрішня частина схрещеного прямокутника може мати полігональну густину, що дорівнює ±1 для кожного трикутника, в залежності від того як закручено цей прямокутник, за годинниковою стрілкою чи проти.
Схрещений прямокутник не є рівнокутним. Сума його внутрішніх кутів (двох гострих і двох розгорнутих кутів), як і в будь-якого схрещеного прямокутника, дорівнює 720°.
Прямокутник і схрещений прямокутник є чотирикутниками, що мають наступні спільні властивості:
- Протилежні сторони мають однакову довжину.
- Дві діагоналі мають однакову довжину.
- Він має дві прямі, що визначають дзеркальну симетрію і обертову симетрію порядку 2 (через 180°).

## Інші види прямокутників

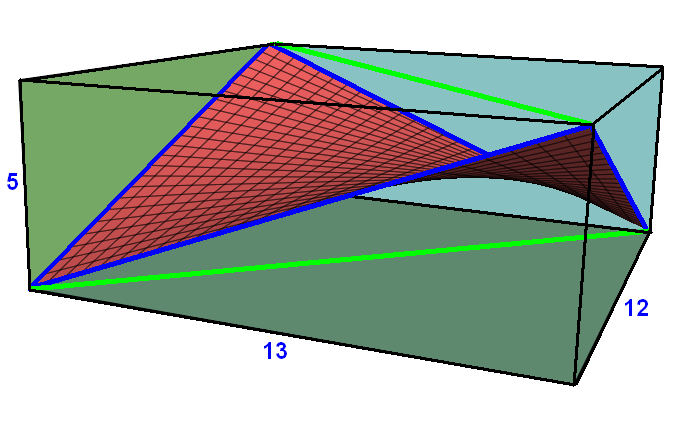
Сідловий прямокутник має 4 не планарні вершини і утворений Скорочення (геометрія) із вершин прямокутного паралелепіпеда, що є єдиною внутрішньою мінімальною поверхнею, яка визначається як лінійна комбінація чотирьох вершин. На малюнку показано синім показано 4 ребра прямокутника, і дві діагоналі зеленим, всі вони є діагоналями прямокутних граней паралелепіпеда.

У сферичній геометрії, сферичним прямокутником називають фігуру із чотирма ребрами, які є дугами великого кола, які утворюють однакові кути більші за 90°. Протилежні дуги мають однакову довжину. Сферична геометрія є найпростішою формою еліптичної геометрії. Поверхня сфери в Евклідовій геометрії є не Евклідовою поверхнею в розумінні еліптичної геометрії.
В еліптичній геометрії, еліптичним прямокутником є фігура у еліптичній площині, чотири ребра якої є еліптичними дугами, які також утворюють однакові кути більші за 90°. Протилежні дуги мають однакову довжину.
У гіперболічній геометрії, гіперболічним прямокутником є фігура в гіперболічній площині, чотири ребра якої є гіперболічними дугами, які утворюють між собою однакові кути менші за 90°. Протилежні дуги мають однакову довжину.